# Franciscus Roels
Franciscus Mattheus Joannes Agathos (Franciscus) Roels (Utrecht, 10 januari 1885 - Mechelen, 13 maart 1962) was een Nederlands psycholoog en eerste universitaire hoogleraar in de psychologie aan de Rijksuniversiteit Utrecht. Roels was een van de wegbereiders van de psychotechniek in Nederland, en was een uitgesproken tegenstander van het scientific management.
Roels promoveerde in 1913 aan de Katholieke Universiteit Leuven en werd in 1918 aan de Rijksuniversiteit Utrecht lector in de toegepaste psychologie onder Cornelis Winkler. In 1922 volgde hier een benoeming tot de hoogleraar in de toegepaste psychologie. Onder zijn promovendi waren Jan de Quay, Theo Rutten, en Wilhelm Tenhaeff. Van 1923 tot 1930 was hij tevens buitengewoon hoogleraar in de "empirische en toegepaste zielkunde, in het bijzonder de pedagogische en industriële zielkunde" aan de Katholieke Universiteit Nijmegen. In Nijmegen werd hij opgevolgd door zijn leerling Theo Rutten.
Roels was buiten de universiteit actief met het promoten van de toepassingen van psychologie. Naast het geven van lezingen en publicaties, verrichtte hij diverse organisatieadvies opdrachten voor het bedrijfsleven.
Tijdens de Tweede Wereldoorlog was hij lid van de Nederlandsche Kultuurraad. Hoewel afgekeurd voor de strijd aan het Oostfront was hij sympathiserend lid van de Waffen-SS. In 1945 werd hij oneervol ontslagen als hoogleraar.
Hij overleed in 1962 te Mechelen aan de gevolgen van een auto-ongeluk.

## Publicaties
- 1916. De psychologie van den wil : het nieuwere onderzoek naar de wilsverschijnselen en zijn beteekenis voor de opvoedkunde. Nijmegen : Malmberg.
- 1919. Aanleg en beroep. Amsterdam : R.K. Boek-centrale.
- 1920. Psychotechniek van handel en bedrijf. Amsterdam : R.K. Boek-Centrale.
- 1921. Handleiding voor psychologisch onderzoek op de school. Met Joh. van der Spek. Nijmegen : Malmberg.
- 1928. Cinquième conférence internationale de psychotechnique : tenue à Utrecht du 10 au 14 septembre 1928, sous la présidence de F. Roels. (red.). Utrecht : Dekker & v.d. Vegt.
- 1934-47. Handboek der psychologie. in vijf delen. Utrecht : Dekker en Van de Vegt.
- 1938. Psychologie der reclame. Amsterdam : Becht.
- 1953-54. Psychologie. 2 delen. 's-Gravenhage : Universiteit voor Zelfstudie.